# كينجي هاسيغاوا
كينجي هاسيغاوا (باليابانية: 長谷川健志؛ بالكانا: はせがわ けんじ) هو مدرب كرة سلة ياباني، ولد في 4 أبريل 1960 في طوكيو في اليابان.